# Konstytucja Kanady
Konstytucja Kanady (ang. Canada Act of 1982 / Constitutional Act of 1982, fr. Loi de 1982 sur Le Canada / Loi constitutionnelle de 1982) – ustawa konstytucyjna uchwalona przez Parlament Kanady 25 marca 1982 i proklamowana przez królową Elżbietę II 17 kwietnia tego samego roku, stanowiąca pełną suwerenność Kanady.
Konstytucja zawiera Ustawę o Ameryce Brytyjskiej z 1867, uchwaloną i przechowywaną do 1981 w Parlamencie Brytyjskim, wszystkie do niej poprawki uchwalone później (każdorazowo za zgodą Parlamentu Brytyjskiego) oraz całkowicie nowe przepisy, tworzące istotę tego dokumentu. Jej ważną częścią jest Kanadyjska Karta Praw i Swobód, gwarantująca 34 podstawowe prawa obywatelskie, między innymi wolność religijną, wolność słowa, wolność nauczania języków mniejszości kulturowych i tolerancję kulturową.
Konstytucja gwarantuje również prawa rdzennych ludów Kanady oraz definiuje zakres kompetencji prowincji i terytoriów. Konstytucja określa także procedurę dokonywania w niej poprawek. W tym celu konieczna jest zgoda co najmniej siedmiu prowincji, posiadających łącznie co najmniej 50% całkowitej populacji Kanady.
Konstytucja została uchwalona i przyjęta bez zgody Quebecu. Uzgodnienia co do repatriacji Konstytucji z 1867 r. z Londynu do Kanady i ogłoszenia niepodłegłości zapadły 4 listopada 1981 r., podczas nocnego spotkania premiera rządu federalnego oraz premierów wszystkich prowincji założycielskich Kanady oprócz Quebecu („spotkanie kuchenne”, kitchen meeting, w Quebecu zwane „Nocą długich noży”, Nuit des longs couteaux), uznanego przez Quebec za rodzaj zamachu stanu. Próba weta ze strony Quebecu została odrzucona 06.12.1981 przez Sąd Najwyższy Kanady, który uznał, że decyzja ta była „prawomocna [skuteczna], choć bezprawna [zrodzona z nieprawego łoża]” (fr. légale, mais illégitime). Wobec powyższego Quebec nigdy nie podpisał Konstytucji Kanady (formalnie jej nie uznaje, w praktyce z jej zapisów korzysta). Jest to do dzisiaj przyczyną wielu tarć politycznych między Quebekiem a resztą Kanady oraz jedną z podstaw roszczeń separatyzmu quebeckiego.
Pierwszą poważną próbą zmian konstytucyjnych było Porozumienie z Lake Meech (1987).